# Enrique Figaredo Alvargonzalez
Enrique Figaredo Alvargonzales SJ (ur. 21 września 1959 r. w Gijón) – hiszpański duchowny katolicki, prefekt apostolski Battambang od 2000 roku, znany z prowadzonych przez siebie akcji humanitarnych dla ludności mieszkającej w Kambodży.

## Rodzina
Enriqie Figaredo Alvargonzales urodził się w 1959 r. w Gijón, w Asturii jako siódme z ośmiorga dzieci Alberto Figaredo i jego żony Any Mari Alvargonzález. Jego ojciec należał do wpływowych przemysłowców działających na terenie Hiszpanii. Kuzyn Enrique, Rodrigo Rato jest politykiem konserwatywnym.

## Wykształcenie
Po ukończeniu szkoły elementarnej Enrique wstąpił do Colegio de la Inmaculada w rodzinnym mieście, szkoły średniej prowadzonej przez zakon jezuitów, którą ukończył w 1976 r. Trzy lata później wstąpił do tego zakonu, co miało miejsce 15 października 1979 r. Studiował następnie ekonomię, teologię i filozofię. Podczas studiów, w 1985 r. przyłączył się do grupy: Jesuit Refugee Service (JRS), której celem była pomoc uchodźcom z Kambodży przebywającym w obozach na terenie Tajlandii, w związku z tym udał się po raz pierwszy do Azji. Po powrocie dokończył studia i w 1992 r. otrzymał święcenia kapłańskie. Po czym ponownie wrócił do Kambodży.

## Pomoc humanitarna

Ksiądz Figaredo z buddyjskim mnichem w Phnom Penh

Pierwszy raz Figaredo niósł pomoc humanitarną mieszkańcom Indochin podczas pobytu w obozie dla uchodźców w Tajlandii. Od tej pory zaangażował się w działalność osobom niepełnosprawnym, okaleczonym przez miny. Także współpracuje z Międzynarodową Kampanią na Rzecz Zakazu Min Przeciwpiechotnych, która otrzymała w 1997 r. Pokojową Nagrodę Nobla. Hiszpański jezuita podjął wiele inicjatyw w celu wsparcia finansowego tej organizacji oraz w walce o pomoc ich ofiarom.
W 1991 r. był założycielem w Phnom Penh założenia szkoły Banteay Prieb, gdzie dzieci okaleczone przez miny lądowe mogą normalnie pobierać naukę, poruszając się na drewnianych wózkach z trzema kołami.
Z kolei w Battambang założył Arrupe Center, które zajmuje się kształceniem dorosłych oraz udzielaniem im poradnictwa zawodowego. Ksiądz Figuredo chętnie angażuje się również w działalność innych organizacji pozarządowych, których celem jest podniesienie poziomu cywilizacyjnego Kambodży.
Ponadto ksiądz Figuredo angażuje się w promocję Kambodży za granicą, przybliżając jej kulturę i rzeczywistość m.in. Europejczykom.
1 kwietnia 2000 r. Enrique Figuredo został mianowany przez papieża Jana Pawła II prefektem apostolskim Battambang.

## Nagrody i odznaczenia
Alvargonzalez otrzymał wiele nagród i wyróżnień za swoją działalność humanitarną w Kambodży. Należą do nich Wielki Krzyż Orderu Solidarności Społecznej, przyznane przez rząd hiszpański oraz Złotego Amuravela, nagrodę przyznawaną co roku przez Stowarzyszenie Przyjaciół Cudillero.